# Nador
Nador (în arabă الناظور) este un oraș în Maroc.

## Personalități născute aici
- Pilar del Castillo Vera (n. 1952), om politic spaniol, parlamentar.